# NGC 4312
NGC 4312 est une galaxie spirale vue par la tranche et située dans la constellation de la Chevelure de Bérénice. NGC 4312 a été découverte par l'astronome germano-britannique William Herschel en 1787.

## Caractéristiques
La classe de luminosité de NGC 4312 est I-II et elle présente une large raie HI. Elle renferme également des régions d'hydrogène ionisé.

### Distance
Sa vitesse par rapport au fond diffus cosmologique est de 484 ± 23 km/s, ce qui correspond à une distance de Hubble de 7,14 ± 0,61 Mpc (∼23,3 millions d'al). 
Cette galaxie est trop près du Groupe local et la distance de Hubble n'est sûrement pas sa distance réelle. Heureusement, neuf mesures non basées sur le décalage vers le rouge (redshift) ont été réalisées. Ces mesures donnent une distance moyenne de 10,910 ± 0,959 Mpc (∼35,6 millions d'al). Notons que c'est avec la valeur moyenne des mesures indépendantes, lorsqu'elles existent, que la base de données NASA/IPAC calcule le diamètre d'une galaxie.

## Paire de galaxies
Selon Vaucouleur et Corwin, NGC 4312 et NGC 4321 (M100) forment une paire de galaxies.